# Colombo (stad)
Colombo (Singalees: Kŏḷamba; Tamil: Kŏ̮lumpu) is de commerciële hoofdstad en de grootste stad van Sri Lanka. Colombo is tevens een district en de hoofdstad van de Westelijke Provincie. De stad zelf heeft 561.314 inwoners, het stadsdistrict heeft 2,374.461 inwoners  en de gehele agglomeratie heeft bijna 5 miljoen inwoners.
Colombo is een belangrijke haven en handelscentrum. Het is een multiculturele stad met onder anderen Singalezen, Tamils, Sri Lankaanse Moren en Maleisiërs. Ook zijn er verschillende godsdiensten vertegenwoordigd, zoals het boeddhisme, het hindoeïsme, het christendom en de islam. Door de onrusten in het noorden van het land is er wel een zekere spanning.
Door zijn grote haven en strategische positie langs een belangrijke oost-west handelsroute was de stad al 2000 voor Christus bekend, alhoewel het pas de hoofdstad van het land is vanaf 1815. Tot 1982 was Colombo tevens de zetel van regering en parlement, totdat deze functie werd overgenomen door de voorstad Sri Jayewardenapura Kotte. De oudere gebouwen herinneren aan de tijd van de Portugezen (16e eeuw), de Nederlanders (17e en 18e eeuw) en de Britten (19e en 20e eeuw).

## Geografie
Colombo ligt aan de westkust van Sri Lanka, ten zuiden van de monding van Kelani in de Indische Oceaan.
In Colombo ligt het Beirameer. Achttien kilometer ten zuiden ligt Moratuwa, aan de weg Colombo - Galle.
Moratuwa is de geboorteplaats van Veera Puran Appu, een verzetsstrijder tegen de Britse overheersing in Matale , de filantroop Sir Charles Henry de Soysa en de muzikant Pandit WD Amaradeva.

## Geschiedenis
De plaats werd voor het eerst vermeld in de 5e eeuw onder de naam Gaolanbu door de Chinese schrijver Fa Xian. In de 8e eeuw vestigden Arabische handelaren zich bij de haven. Vanaf de 16e eeuw bouwden achtereenvolgens Portugezen, Nederlanders en Britten de haven en de stad uit. Bij het fort van Colombo groeide de wijk Pettah. Een bekend bouwwerk uit de Nederlandse tijd is de Wolvendaalsche Kerk. Het fort van de VOC is in de Britse tijd gesloopt, maar de wijk die het centrum vormt van Colombo heet nog steeds Fort. Bij de stad werd kaneel geteeld. In 1815 maakten de Britten Colombo de hoofdstad van Ceylon nadat de koning in Kandy was afgezet. De Universiteit van Colombo is geopend in 1921. Na de onafhankelijkheid in 1948 is de westerse invloed in de stad verminderd.

## Verkeer en vervoer
Colombo heeft een erg grote, kunstmatige haven en is veruit de grootste import- en exporthaven van Sri Lanka.
Colombo is een knooppunt voor het treinverkeer op het eiland.
Colombo heeft twee luchthavens: Bandaranaike International Airport in Katunayake voor internationale vluchten en Ratmalana Airport voornamelijk voor binnenlandse vluchten.

## Geboren
- Petrus Albertus van der Parra (1714-1775) gouverneur-generaal van Nederlands-Indië
- Iman Willem Falck (1735-1785) gouverneur van Ceylon
- Frederick Donnan (1870-1956), Brits fysisch-chemicus
- Jack Butler (1894-1961), Brits voetballer
- Humphrey Waldock (1904-1981), Brits diplomaat, rechter, rechtsgeleerde
- Christopher Weeramantry (1926-2017), advocaat, hoogleraar en rechter
- Tony Hoare (1934), Brits informaticus
- Michael Ondaatje (1943), Canadees schrijver
- Nirj Deva (1948), Brits politicus
- David Wilkie (1954-2024), Schots zwemmer
- Bernard White (1959), Amerikaans acteur, filmregisseur en scenarioschrijver
- Beverley Craven (1963), Britse zangeres en liedjesschrijver

## Stedenband
- Leeds (Verenigd Koninkrijk)